# Estádio Nassri Mattar
O Estádio Nassri Mattar, também conhecido como "Arena do Dragão", é um estádio de futebol localizado na cidade de Teófilo Otoni, no estado brasileiro de Minas Gerais.
É o estádio do América Futebol Clube. Tem iluminação e uma capacidade máxima de 4.000 pessoas.

## História
Em 2018, foi solicitado junto ao Conselho Municipal de Patrimônio Histórico, da Prefeitura de Teófilo Otoni, que o Nassri Mattar fosse tombado como patrimônio histórico da cidade.
O Estádio Nassri Mattar e a sede do América foram a leilão em julho de 2019, após determinação judicial da comarca da Justiça do Trabalho de Teófilo Otoni, para arcar com as dívidas trabalhistas que o clube têm com funcionários e atletas desde o ano de 2013.